# Ralph Brewster
Ralph Brewster (Róma, 1904 – 1951), születési neve: Ralph Henry Brewster, amerikai író, életművész, tudós, régész.

## Élete
1904-ben született Rómában. Szülei Christopher Henry Brewster (1880–1929) és Elisabeth von Hildebrand (1879–1957). Testvérei Harry Brewster (1909–1999) író és Clotilde „Clocho” Brewster festő.
Magyar vonatkozású a posztumusz 1954-ben megjelent Wrong Passport (Hontalanul Budapesten) c. munkája.
Homoszexuális volt.

## Művei
- Brewster, Ralph H.: The 6000 beards of Athos, Leonard and Virginia Woolf At The Hogarth Press, London, 1935.
- Brewster, Ralph: The island of Zeus, wanderings in Crete, Duckworth, London, 1939.
- Brewster, Ralph Henry: Wrong Passport, Cohen & West Ltd., London, 1954.

## Magyarul
- Hontalanul Budapesten 1940–1944; ford. Veres Mátyás; Corvina, Bp., 2018